# Elazığ (tỉnh)
Tỉnh Elazığ là một tỉnh của Thổ Nhĩ Kỳ với tỉnh lỵ là thành phố Elazığ. Tỉnh này là đầu nguồn sông Euphrates. 
Dân số tỉnh là 595.307 người vào năm 2006 còn năm 2000 dân số tỉnh này là 569.616 người, năm 1990 là 498.225 người.
Tổng diện tích là 9.153 km², trong đó 826 km² là diện tích hồ chứa nước và hồ tự nhiên.

## Các huyện
Tỉnh này được chia thành các huyện sau (tỉnh lỵ được viết đậm)::
- Ağın
- Alacakaya
- Arıcak
- Baskil
- Elazığ
- Karakoçan
- Keban
- Kovancılar
- Maden
- Palu
- Sivrice

38°40′3″B 39°21′35″Đ / 38,6675°B 39,35972°Đ